# Спартак (стадион, Сандански)
Вижте пояснителната страница за други значения на Спартак.
„Спартак“ е български стадион, намиращ се в град Сандански, България. На него домакинските си мачове играе футболният отбор Вихрен. Стадионът разполага с 10 000 места.